# 箱根山戦争
箱根山戦争（はこねやませんそう/はこねさんせんそう）は、第二次世界大戦後に1968年12月2日まで堤康次郎率いる西武グループと安藤楢六率いる小田急グループ及び戦時下には小田急を傘下に持ちバックに付いた五島慶太の東急グループの間で、20年以上にわたって繰り広げられた輸送シェア争いの通称である。
巨大グループ同士の衝突が熾烈を極めたため、舞台となった箱根山の名を冠して「戦争」と呼ばれ、「箱根山サルカニ合戦」とも揶揄された。
1953年頃からの西武傘下の伊豆箱根鉄道と東急傘下の伊豆急行による、伊豆半島の東海岸を舞台とした「伊豆戦争」があり、一緒に語られることが多い。
作家の獅子文六はこの争いを題材とした小説『箱根山』を『朝日新聞』に連載し、同小説は後に川島雄三によって東宝で映画化された。

## 概要
西武グループと東急グループは昭和初期から長野県軽井沢地区および群馬県草津地区でも、箱根土地（コクドを経て現：西武・プリンスホテルズワールドワイド）および傘下の西武高原バス（現：西武観光バス軽井沢営業所）と、東急傘下の草軽電気鉄道（現：草軽交通）による観光地でのシェア争いを繰り広げていたことでも知られる。
西武と東急の2社は今でこそ鉄道車両の製造や直通運転などを行っているが、当時はこの輸送シェア争いに関する裁判や代執行、大臣による仲裁が絶えなかった（本文参照）。西武陣営はその資金力で土地を押さえ、小田急陣営の背後についていた東急陣営はそれに対抗する行動を繰り返した。それらは五島慶太の名をもじって「強盗」と称されたほどであった。
戦後の好景気により観光需要に湧く箱根地区の路線バス相互乗り入れ協定に両社が調印する事で、箱根山戦争は終結した。
一連の利権を巡っての対抗は兜町や霞が関、最終的に永田町に波及し、多くの裁判や代執行の末、最終的な両陣営の調停・和解は運輸大臣（現在の国土交通大臣）のもと数回にわたって行われることとなった。

## 前史

### 箱根における交通機関
箱根における交通機関は、芦ノ湖において1909年ごろに定期航路が開設されたものが最初とみられている。元箱根村の村会議員であった大場金太郎の家は、ハコネダケを使用した製品を作っていたが、大場は1909年に仕入れと出荷を共同で行うべく「篠竹組合」を設立していた。ちょうどこの時期に、芦ノ湖を訪れ、舟によって対岸へ渡ったり周遊したいという観光客が増えていたことから、大場は「篠竹組合」の利益金で各戸に舟を持つことを勧めていたのである。当初はすべて和船による運航であったが、1917年頃には既にモーターボートが導入されていた。この頃には箱根渡船組合と箱根町渡船組合が芦ノ湖の航路を運航しており、互いに観光客を奪い合っていた。
| 小田原電気鉄道の登山電車 |  | 富士屋自働車の乗合自動車 |
| 小田原電気鉄道の登山電車 |  | 富士屋自働車の乗合自動車 |

1919年6月1日に小田原電気鉄道（当時）が湯本 - 強羅間に登山電車（鉄道線）を開通させ、富士屋自働車が乗合自動車（路線バス）の運行を開始すると、多くの観光客が訪れるようになった。
一方、軽井沢において広大な土地の取得に成功していた堤康次郎は箱根に着目し、1920年3月に箱根土地（後のコクド、2006年にプリンスホテルに吸収）を設立して別荘地の分譲などを中心とした観光開発を始めた。堤は大場のリーダーシップに着目し、大場と手を組む形で1920年4月に、それまで競合していた箱根渡船組合と箱根町渡船組合を合併して箱根遊船を設立した。これが、堤が箱根で最初に手がけた交通機関である。1921年12月1日に小田原電気鉄道の鋼索線が開業すると、早雲山まで登山電車とケーブルカーを乗り継ぎ、そこから徒歩で芦ノ湖まで歩いて、湖尻から元箱根まで船で渡る観光客が増加した。これのため、小田原電気鉄道と箱根遊船は提携して1922年5月から「箱根廻遊切符」の発売を開始した。
この時点で堤は箱根において889ヘクタールの土地を買収しており、その後翌年までに湯河原と箱根町を結ぶ鉄道や、強羅から仙石原を経て箱根町に至る電気鉄道の建設を出願しているが、いずれも着工に至らず、1924年に駿豆鉄道（当時）を買収した。また、小田原電気鉄道は堤の仲介によって1928年に日本電力に売却され、同年8月13日に箱根登山鉄道として発足した。

### 自動車専用道路の建設
その後、駿豆鉄道では自社の路線バスの運行を目的として、1925年に熱海峠と箱根峠を結ぶ、延長9.9キロメートルの自動車専用道路（十国線）の建設を内務省に出願した。この道路は1930年7月に建設が許可され、1930年11月には着工となったが、これと並行して箱根遊船によって小涌谷から早雲山と大涌谷を経て湖尻に至る自動車専用道路（早雲山線）と、湖尻から元箱根に至る自動車専用道路（湖畔線）の建設を進めることとした。この早雲山線の建設においては、一部の土地が箱根登山鉄道の所有地であったため、1931年11月30日、箱根遊船と箱根登山鉄道の間で土地の貸借契約が結ばれた。箱根登山鉄道ではこの契約において、小涌谷から早雲山までの間の土地に関しては有償で貸与しているが、早雲山から湖尻までの間にある土地は無償貸与とした。これは、ケーブルカーの早雲山駅から芦ノ湖までの間はそれまで徒歩による手段しかなかったため、この間にバスが運行されることは箱根登山鉄道側にとってもメリットがあったためである。また、箱根登山鉄道と箱根遊船のどちらにとっても、富士屋自働車は商売敵であった。
自動車専用道路十国線は1932年8月に開通、さらに1936年1月には早雲山線が、1937年10月には湖畔線が開通した。

### 堤康次郎と五島慶太
1933年1月、箱根登山鉄道はすべてのバス事業を富士屋自働車に譲渡し、富士屋自働車は社名を富士箱根自動車に変更した。1938年には箱根遊船と駿豆鉄道が合併して駿豆鉄道箱根遊船となったが、戦時体制となり「遊船」という社名が問題視されたことから、1940年に駿豆鉄道に社名を変更した。また、国が推進した電力国家管理政策により、箱根登山鉄道・富士箱根自動車の親会社であった日本電力は、やはり日本電力傘下にあった箱根観光が運営していた強羅ホテルとともに、箱根登山鉄道と富士箱根自動車を他社へ譲渡する意向を示した。
堤は、箱根の交通機関を西武だけが独占するのは好ましくないと考えており、また当時は東京横浜電鉄の五島慶太との関係も比較的良好であった。そのため、堤は五島が箱根の観光開発に着手することを期待し、五島に対して箱根登山鉄道の買収を提案。五島は武藤嘉門の仲介によって、1942年に箱根登山鉄道・富士箱根自動車・箱根観光の株式一切を日本電力から購入し、箱根登山鉄道の社長に就任した。
この間、1944年2月には、箱根土地は国土計画興業に社名を変更している。
しかし、五島は1945年12月に、強羅ホテルを運営していた箱根観光を500万円で国際興業に譲渡した。これは、当時の労働攻勢によって資金繰りのために売却したものであったが、堤にとっては期待に反することで、「五島は観光事業に取り組む姿勢がない」と解釈された。これ以降、堤と五島の関係は疎遠になっていった。

## 争いの経過

### 対立の序盤

#### 駿豆鉄道バスの小田原乗り入れ
1947年当時、駿豆鉄道では小涌谷と元箱根を結ぶ路線バスを運行していたが、同年9月には運輸省に対して、この路線を小田原まで延長する路線免許の申請を行った。これは通勤通学の利便性向上とともに、大雄山鉄道を1941年に合併して誕生した同社大雄山線との一貫輸送を図るという目的であった。これに対して、当時東急の傘下にあった箱根登山鉄道は強く反対した。この延長区間は既に箱根登山鉄道バスが運行されていた区間であり、小田原と元箱根を結ぶ区間はとりわけ重要な路線であったからである。
しかし、戦前は自動車交通事業法によって1路線1営業が原則とされていたものの、戦後に私的独占の禁止及び公正取引の確保に関する法律（独占禁止法）が施行されると、独占は許されなくなっていた。また、当時の箱根登山鉄道では戦時中に休止となっていたケーブルカーの再開やアイオン台風による被害の復旧に注力していたため、バス路線の整備が遅れていた。こうした状況から、地元では駿豆鉄道バスの乗り入れには賛成する意見も多かった。運輸省では1949年12月に公聴会を行った上、延長区間では駿豆鉄道バスの乗降を扱わないことや、運行便数の制限などを設定した上で路線免許を交付した。

#### 箱根登山鉄道バスの有料道路乗り入れ
この時点で箱根登山鉄道は、大東急解体により発足した小田急電鉄の傘下に入った直後であったが、小田急自体がまだ東急の影響を強く受けている状況であった。駿豆鉄道バスの運行が認められたことを知った箱根登山鉄道は、1950年3月13日に駿豆鉄道の運営する自動車専用道路の早雲山線に乗り入れ、小涌谷から早雲山を経て湖尻に至る箱根登山鉄道バス運行の免許申請を行った。この路線を運行することによって、自社の路線のみで観光客を芦ノ湖まで輸送し、自社で完結する周遊ルートを構築しようとしたのである。
これに対して今度は駿豆鉄道が反対した。駿豆鉄道側は「専用道路であるから道路管理者（駿豆鉄道）の承諾が必要」「この道路は自社のバスの運行を行なうために造ったもので、観光客が増えたのであれば我が社（駿豆鉄道）がバスの台数を増やせばよい」と主張した。堤康次郎は「当時の金額で400万円も投資して、13年もかけて建設した道路。ようやく黒字になったと思ったら、免許書一本で権利を半分取られてしまうのは無理無体」と述べ、小田急社長の安藤楢六については「五島慶太の教育を受けた安藤楢六は、乗っ取りにかけては五島慶太以上」と非難した。対する小田急側では、「自社（駿豆鉄道）の運営する一般自動車道でありながら、私有専用道路であるが如き主張をする」と反発した。
この争いに対して運輸省は、箱根登山鉄道と駿豆鉄道の間で乗り入れ協定を結ぶよう勧告した。堤は「運輸官僚に脅かされて」と述べ、一方の箱根登山側も「仕方なく勧告を受け入れ」と、双方ともにやむを得ず譲歩した形ではあったが、両社間で運輸協定が結ばれた。この協定では、登山バスは1年ごとに有料道路利用契約を更新し、契約終了1か月前までに解除の意思表示がなければ自動的に更新することとなっていた。
このような経過を経て、1950年3月20日から駿豆鉄道バスが小田原に乗り入れを開始。同年7月1日からは箱根登山鉄道バスが自動車専用道路への乗り入れを開始した。

#### 箱根観光船の進出
一方、芦ノ湖畔の箱根町では、戦時中の燃料統制に伴って駿豆鉄道の遊覧船が寄港しなくなっていた上、熱海と元箱根を結んでいた駿豆鉄道バスも「停留所に乗客がいなかった」という理由でしばしば箱根町を素通りしていた。
もともと堤康次郎は、初めは箱根町に着目していた。しかし、この頃既に土地を買い占める堤の噂が広まっており、「堤が買いに来る前に買い占めておこう」と考える地元の業者も出現していた。実際に堤が土地を購入しようとした頃には、箱根町の土地のほとんどが他の業者によって買い占められており、堤はある程度の土地を取得したものの「箱根町はやめて元箱根の土地を買うことにしよう」と、その拠点を元箱根に移していた。結果的に、箱根町は堤から見放された格好となっていた。
こうした状況から、箱根町で旅館を経営していた有力者を中心として、仙石原の有志と共同で新たに遊覧船を運航する船舶会社の設立を計画した。箱根登山鉄道はこれに着目し、小田急側の資本援助によって、1950年3月10日に箱根観光船が設立された。
それまで湖上交通を独占していた駿豆鉄道はこれに反対の立場をとった。海上運送法の適用下では免許を受けることが困難とみられたことから、箱根観光船では20 t未満の小型船舶による運航を目論んだ。この当時は、20 t未満の小型船舶であれば海上運送法の適用外となったからである。関東海運局では駿豆鉄道との間で営業協定を結ぶことを要求し、駿豆鉄道も当初は反対したものの、安全協定として承諾した。
こうして1950年8月1日より、箱根観光船によって湖尻桃源台と箱根町を結ぶ航路の運航が開始され、駿豆鉄道による湖上交通の独占は破られることとなった。

#### 元箱根での桟橋騒動
しかし、箱根観光船の利用者は少なかった。当時の箱根町は箱根関所跡などの整備もまだされておらず、多くの観光客は箱根神社のある元箱根へ足を運んでいた。箱根観光船では元箱根にも寄港する計画を立案したが、駿豆鉄道は安全協定に違反するとして反対した。
そこで、箱根観光船と駿豆鉄道の両社立会いのもと、関東海運局に現地調査を依頼することになり、両社の桟橋が100 m以上離れていれば安全上問題ないという回答を得た。これを受けて、箱根観光船では1950年12月に駿豆鉄道の桟橋から100 m箱根神社側に寄った位置に桟橋を設置する申請を神奈川県に対して行った。ただし、その場所は富士箱根国立公園（現：富士箱根伊豆国立公園）の域内で、桟橋の建設には厚生大臣（厚生省）の許可が必要であった（自然公園法も参照）上、元箱根村がこの桟橋の設置に反対したことから、箱根観光船は厚生省への申達を先送りにしていた。
しかし、観光シーズンが近づいたことに焦った箱根観光船は、厚生省の許可を得ないまま桟橋の建設を行い、1951年5月1日から元箱根への寄港を開始した。
競争相手が違法に桟橋を建設したことで、駿豆鉄道側が憤ったのはもちろん、神奈川県としても放置することはできず、桟橋の撤去を箱根観光船に対して命じた。しかし、箱根観光船は桟橋の撤去を拒否したため、同年8月2日には県の代執行により桟橋は強制的に撤去された。県は厚生省と相談して、元箱根に共同桟橋を建設する案を提示したが、駿豆鉄道が承知しなかったため、駿豆鉄道の桟橋の西側に箱根観光船の桟橋を設置することを認め、1953年6月15日からは正式に箱根観光船も元箱根に寄港するようになった。

## 本格的な争いへ

### 次々と起こされる訴訟
1952年6月には、駿豆鉄道バスの運行に対して課せられていた制限は撤廃され、駿豆鉄道バスは便数や停車地の制限なく小田原発着のバスを運行することができるようになった。これと同時に、運輸省では箱根登山鉄道に対して、乗り入れ協定を路線免許に切り替える方針の内示を行い、箱根登山鉄道は1952年7月21日に路線免許の申請を行った。
これに対して、駿豆鉄道は「運輸省の一部官僚を利用して行政権を乱用させている」として訴訟を起こした。さらに1953年9月には、箱根登山鉄道社長や小田急社長だけではなく、運輸省事務次官や同省自動車監理課長をも相手取り、詐欺・職権乱用・道路運送法違反であるとして東京地方検察庁に対して告訴した。これは告訴する方が不利になるだけとみられたことから、運輸省の関係者も驚いたが、堤康次郎は「不利とか何とかという問題ではない」として引き下がらなかった。これらの件はその後和解となった。
さらに、1954年7月には「駿豆鉄道の船が発着する湖尻を箱根登山鉄道バスが通過し、箱根観光船の発着する湖尻桃源台まで運航したため損害を蒙った」として、箱根登山鉄道を相手取って静岡地方裁判所に賠償を求める訴訟も起こしていた。この件は東京高等裁判所で駿豆鉄道が勝訴した。

### 箱根観光船の大型船導入
この頃になると、朝鮮戦争による好景気から箱根は多くの団体客で賑わうようになっており、駿豆鉄道ではこれに備えて次々と大型船を導入していた。
一方、1953年7月からは海上運送法が改正され、総トン数が20t未満の小型船舶にも海上運送法が適用されることになった。法改正前から営業している事業者については、改正法の施行から60日以内に許可すれば認められることになり、箱根観光船は1954年6月12日に海上運送法による船舶運航の免許を得ることができた。これによって、関東海運局では駿豆鉄道と箱根観光船の大型船建造を競うことになることを懸念し、新しい船を建造する際には慎重を期し、必要な場合は関東海運局に指導を仰ぐことを明記した覚書を両社に提出させた。
しかし、当時の箱根観光船の船舶の総トン数が132.60tであったのに対して、駿豆鉄道の船舶の総トン数は539.10tと大きな差があった。また、1954年10月に相模湖で発生した小型遊覧船の沈没事故（内郷丸遭難事件）によって、小型遊覧船に対する不安が高まっていた。これらの事情から、箱根観光船では「このままでは大きな団体に対応できない」として、大型船の導入を計画した。この大型船は1955年に関東海運局から建造を認められ、1956年4月に就航した。

### 駿豆鉄道の実力行使
これに対して、駿豆鉄道は「新しい船の建造を自粛するという覚書の内容に反する」として、関東海運局に反対陳情をした。これが受け入れられないと知った駿豆鉄道は関東海運局を相手取り、横浜地方裁判所に箱根観光船の建造許可を取り消すことを求めて訴訟を起こした。それと同時に箱根登山鉄道に対しては、1956年3月10日に「自動車専用道路への乗り入れ協定を破棄する」と通告した。
これを受けた箱根登山鉄道は1956年5月2日、乗り入れ協定の破棄は無効であるとして横浜地方裁判所小田原支部に訴訟を起こした。同年5月31日には駿豆鉄道から同支部に対して箱根登山鉄道バスの運行禁止を求める仮処分を申請、それに対する箱根登山鉄道では駿豆鉄道の実力行使を想定し、箱根登山バスの運行妨害排除を求める仮処分の申請を行った。
しかし、裁判での争いだけでは済まなかった。乗り入れ協定が切れた1956年7月1日、駿豆鉄道は自動車専用道路の入口に遮断機を設置し、箱根登山鉄道の運行を実力で阻止したのである。この時点で、まだ前述した自動車専用道路の早雲山線への箱根登山バスの路線免許の問題は解決していなかった。しかし、箱根観光船の大型船が運航を開始し、このままでは箱根登山鉄道バスの路線免許が下りてしまうことを危惧した駿豆鉄道が、実力行使に出たものであった。

### 輸送現場での争い

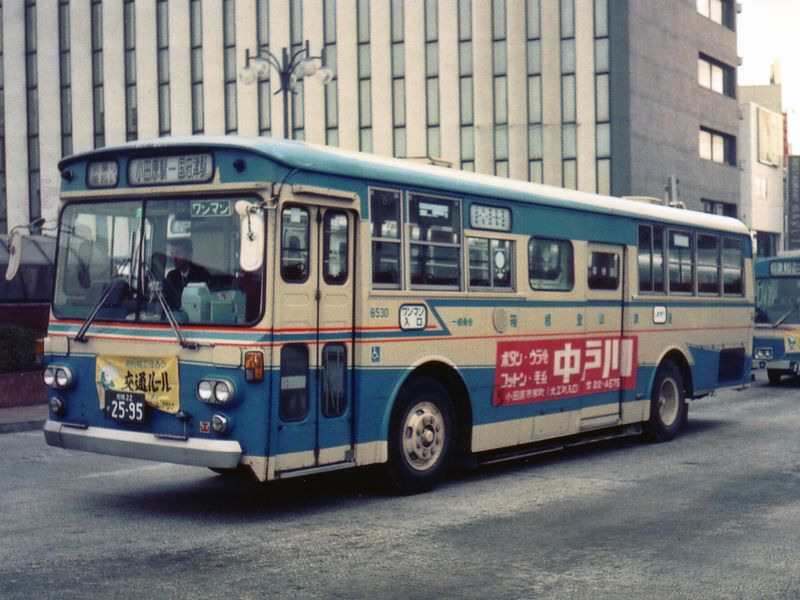
（小田急側）箱根登山鉄道
「黄色のバス」

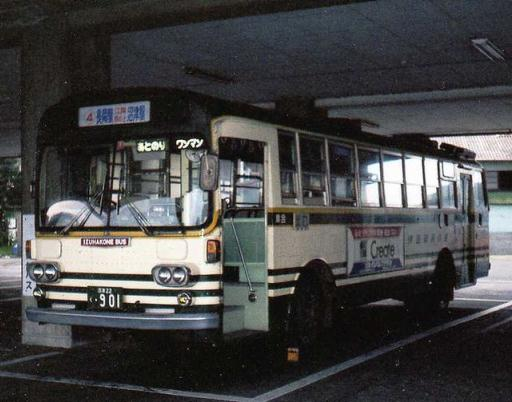
（西武側）駿豆鉄道
「緑色のバス」

こうした争いの中で、輸送の現場でも観光客争奪が行われていた。小田原駅前では箱根登山鉄道が「箱根に行くお客様は黄色のバスに」、対する駿豆鉄道も「緑色のバスにご乗車ください」とそれぞれマイクを使って案内していたが、どちらもボリュームを最大にしているため、観光客からは何を言っているのか聞き取れない有様であった。これらは相手が何を言っているか分からなくするという目的で行われていたもので、国鉄小田原駅長が何度注意しても改善されなかった。
両社のバスが小田原駅前を同時に発車すると、今度は途中で抜きつ抜かれつという運転が繰り広げられた。当時の箱根の道路は狭い上に急カーブも多く、そのような道路で両社のバスが接触する寸前まで競り合うため、観光客から悲鳴が上がる始末であった。

### ロープウェイ建設

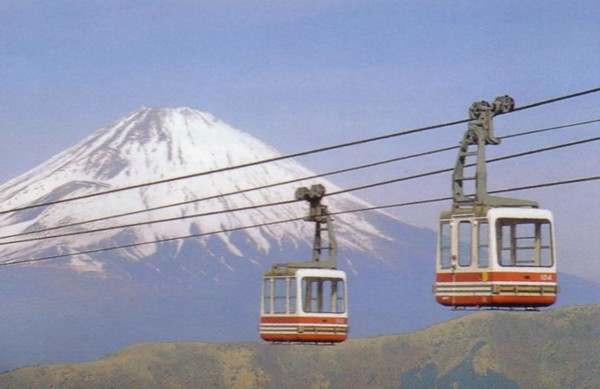
小田急側の切り札として建設された箱根ロープウェイ（写真は2代目の搬機）

一方、自動車専用道路早雲山線への乗り入れ問題で敗訴となった小田急側では、これに代わる輸送手段としてロープウェイの建設を決定し、1958年には小田急の社内において早雲山から湖尻桃源台までを結ぶロープウェイを建設するための「箱根ロープウェイ建設委員会」が設けられた。このロープウェイの構想自体は、既に1931年には箱根登山鉄道が構想を立てており、1958年には免許も取得していた。長引く争いを終結に導くための切り札として具体化したものであるが、途中のルート上には伊豆箱根鉄道の専用自動車道があり、建設にあたっては伊豆箱根鉄道の同意が必要であった。小田急側からこの申し出を受けた伊豆箱根鉄道の社内では反対意見が多かったが、堤康次郎は「大乗的見地から土地使用料は無料で承認する」として、このロープウェイの上空通過を認めた。
これを受けて1959年4月に箱根ロープウエイが設立され、急ピッチで工事が進められることになり、同年12月6日から早雲山と大涌谷の間でロープウェイの運行が開始され、翌1960年9月7日には大涌谷と湖尻桃源台の間も開通した。これによって、小田急は自社グループの交通機関のみで芦ノ湖への交通手段を確保することができた。

### 神奈川県による有料道路の買収
一方で、伊豆箱根鉄道が運営する自動車専用道路についても1960年3月には神奈川県に買収を求める決議案が提出されるなど、動きがみられるようになった。
湖尻と元箱根を結ぶ自動車専用道路湖畔線には、県道が併走していた。団体の観光客が観光バスで芦ノ湖を訪れると、湖尻と元箱根の間はバスを回送させることになる。ところが県道は道幅が狭いうえに、伊豆箱根鉄道が敷地をいっぱいに使用した上で石垣を設置してしまったため、これが県議会で一部から反発を買い、神奈川県による自動車道の買収が俎上に上るようになったのである。しかし、同年4月28日に視察が行われた際にも、この県道の改修は困難であるとみられたことから、神奈川県知事の内山岩太郎は「半年以内に湖畔線を買収する」と答弁した。
自動車道の買収案が出ると、元箱根の住民からは「一刻も早く買収を」という意見が出た一方、強羅地区の住民からは「湖畔線よりも早雲山線の買収をして欲しい」という意見が出た。これを受けて内山は、まず同年12月の県議会において湖畔線の買収予算を計上した。しかし、箱根町からは「湖畔線と早雲山線の両方とも買収して欲しい」という要望が出されたため、内山は早雲山線も買収することを約束し、ひとまず1961年4月1日に湖畔線を買収、県道75号として開放した。
一方、早雲山線は伊豆箱根鉄道のドル箱的事業でもあり、伊豆箱根鉄道と西武鉄道の社内では「買収に反対」という意見が圧倒的であった。しかし、堤康次郎は内山を「総理大臣としてもやっていける人物である」と高く評価していたほか、康次郎の次男の堤清二も、将来西武百貨店が渋谷に進出する時を考慮し、争いの火種となりかねない有料道路を神奈川県に委譲することによって、東急側に貸しを作っておこうと考えていた。こうした事情から、堤康次郎は1961年9月27日に神奈川県からの自動車道買収の申し出を受諾し、同年10月10日から早雲山線も県道734号（小涌園 - 早雲山 - 大涌谷間）および735号（大涌谷 - 湖尻間）として開放された。

## 終結へ

### 運輸大臣の調停
駿豆鉄道が実力行使に出た直後の1956年7月6日、横浜地方裁判所小田原支部では両社から申請されていた仮処分については、乗り入れ協定に定められた契約期間を根拠に駿豆鉄道側の主張を認め、箱根登山鉄道に対し、自動車専用道路早雲山線への乗り入れを禁止する決定を下した。箱根登山鉄道はこれに対して東京高等裁判所へ即時抗告し、東京高裁では箱根登山鉄道の主張を認めてこの案件を横浜地裁小田原支部に差し戻した。
こうした法廷闘争のさなか、西武側は突然小田急の株式の買い占めを図り127万株を取得、小田急側もこれに応戦することとなった。こうした状況を鑑みて、1957年7月6日には運輸大臣の宮沢胤勇が調停に乗り出した。調停案の内容は、西武側は小田急の株式を小田急側に引き渡した上、双方ともにすべての訴訟案件を取り下げ、自動車専用道路早雲山線への乗り入れについては1年間継続している間に解決する、というものであった。しかし、その4日後に行われた内閣改造により宮沢が辞任となったため、この調停案のうち実際に行われたのは、小田急株式の引渡しのみであった。
なお、駿豆鉄道は1957年6月1日に社名を伊豆箱根鉄道に変更しているが、これは箱根を舞台に争っているのにもかかわらず、社名が伊豆と駿河を表しているのでは戦いづらいためとみられている。
その後、1959年4月には自動車専用道路早雲山線に関する問題において伊豆箱根鉄道側の主張が認められ、箱根登山鉄道の敗訴となった。箱根登山鉄道は控訴したが、1961年3月に棄却された。さらに法制局は1959年9月、自動車道における限定免許においては「建設または維持管理において、自動車道の事業を行う者の寄与が大きい場合は、限定免許が可能」という見解を出した。つまり、自動車道の建設や維持に事業者自身が大きく関わっている場合は、通行可能なバスを限定することが可能である、というものであった。一連の事態は伊豆箱根鉄道側に有利な状況となっていた。
この見解を受け、伊豆箱根鉄道は「自社の運営する自動車専用道路3路線（早雲山線・十国線・駒ヶ岳線）については、路線バスは伊豆箱根鉄道のバスに限る」とする限定免許の申請を運輸大臣と建設大臣に申請した。これに対して、箱根登山鉄道は「法制局の見解には重大な誤りがある」として運輸大臣と建設大臣に上申したり陳情を繰り返すことで抵抗した。この結果、伊豆箱根鉄道が限定免許を取得したのは駒ヶ岳線のみで、早雲山線と十国線についての限定免許は交付されなかったため、伊豆箱根鉄道も限定免許促進の陳情を行った。
1960年になって、運輸大臣の楢橋渡が調停に乗り出すことになり、同年7月9日に聴聞会を開くこととし、当日は双方から数人ずつが8時間にわたって自説を主張した。この日には決着はつかなかったため、同年7月14日に2度目の聴聞会を開くことでいったん終了したが、その後当時の岸内閣の総辞職によって2度目の聴聞会が開かれることはなかった。

### 終結
箱根ロープウェイの開通と神奈川県による自動車道の買収によって、まだ訴訟案件も残っていたものの、箱根での争いは事実上終結し、小田急と箱根登山鉄道からは1961年9月27日に関連訴訟の終結による平和回復の声明が出された。争いが事実上の終結を見た後に安藤楢六が挨拶に訪れると、堤康次郎は「もう、けんかはよそうや」と、安藤の手を取りながら言ったという。
1964年12月15日からは伊豆箱根鉄道の自動車専用道路十国線も静岡県に買収され、県道20号として解放された。一方、五島慶太は1959年に死去し、堤康次郎も1964年に死去した。その後、東急が運営する有料道路である箱根ターンパイクの延長工事では、経路上に国土計画の所有地があったが、国土計画では東急に土地を提供することで合意し、1967年2月22日の起工式では堤康次郎の三男の堤義明と五島慶太の長男の五島昇が握手する姿も見られた。
すべての訴訟案件が決着した後の1968年12月2日、伊豆箱根鉄道社長の堤義明、小田急社長の安藤楢六、箱根登山鉄道社長の柴田吟三、東海自動車社長の鈴木幸夫が東京プリンスホテルに集まり、箱根地区におけるバス路線の相互乗り入れにおいて、今後は友好的に協力し合うことを確認し、協定書に調印が行われた。この時点で、箱根における西武グループと小田急グループの企業紛争は終結した。
この一連の企業紛争が報道されることによって、両社の存在は広く世に知られるようになった。訴訟がらみの案件などは西武側の勝利に終わったが、経済的には小田急側に大きな利益がもたらされたとみられている。
しかしその後、両社は独自の周遊ルートを定着させた。伊豆箱根鉄道が小田原から駒ヶ岳登り口までバスを利用し、そこから駒ヶ岳山頂を経由して芦ノ湖から十国峠を経由して熱海に抜けるルートを「スカイラインコース」として宣伝する一方、小田急側では箱根登山鉄道・ケーブルカー・箱根ロープウェイ・箱根観光船・箱根登山鉄道バスを利用するコースを「箱根ゴールデンコース」として宣伝し、どちらかの周遊コースをベルトコンベアのように利用せざるを得ない状態となった。また、箱根地区での両社のターミナルが別々で、小田原駅での観光客の呼び込みも行われるなど、競合の構図は残った。
その一方で「友好的に共存」という言葉の通り、必要に応じて窓口では互いの乗り場を案内するようになり、箱根登山鉄道と伊豆箱根鉄道のバスがすれ違う時は互いに挙手する光景も見られるようになったほか、東急主催の女子プロゴルフ大会が西武系のゴルフ場で行われる事例も見られた。

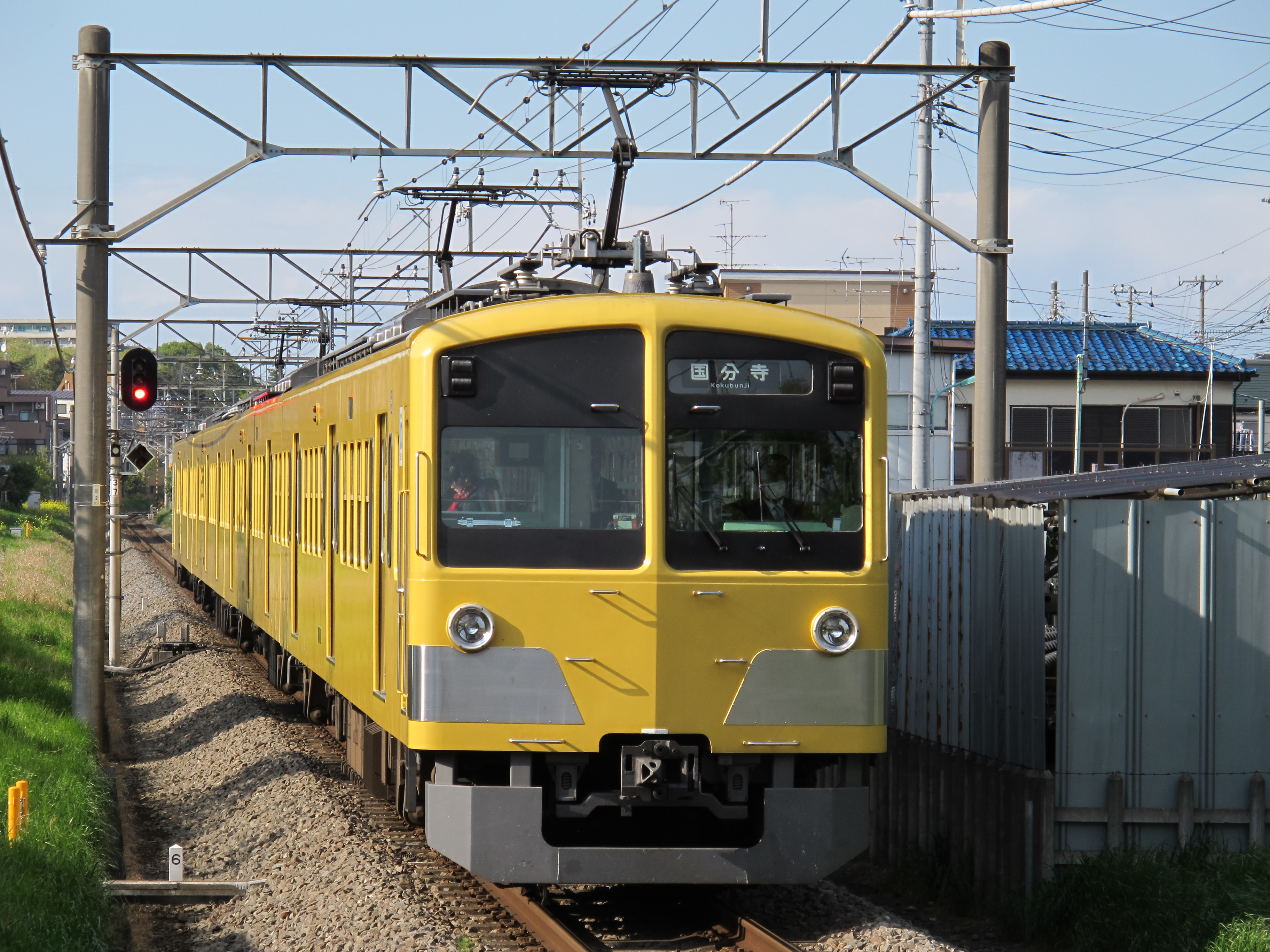
西武新101系電車
（西武多摩湖線・青梅街道駅）

また、1979年に登場した西武新101系電車は東急車輛製造で設計され、同社ではその後も多くの西武の車両が製造された。

## その後の展開
その後、箱根を訪れる観光客数は1991年（平成3年）の年間2,200万人をピークに減少傾向となり、2003年（平成15年）にはピーク時と比較して15%ほどの減少となっていた。こうした状況を受け、小田急グループは「回りやすい箱根」と銘打って、箱根の交通ネットワークの改善に着手した。
この流れの中で、2003年（平成15年）に小田急の会長に就任した利光國夫は、着任後すぐに西武鉄道会長の堤義明に対して業務提携を働きかけ、堤はこれを快諾。そして同年12月、小田急グループと西武グループが箱根において業務提携をすることが発表される。過去の軋轢を知る人々や地元を中心に大きな驚きをもって伝えられた。
まず提携における最初の取り組みとして、小田急箱根高速バスが西武グループのレジャー施設がある箱根園に乗り入れるようになり、小田急が発売する周遊乗車券「箱根フリーパス」の割引対象に西武グループの施設が含まれるようになったほか、「箱根フリーパス」自体が西武鉄道の駅でも発売されるようになった。また、一部で異なっていたバス停留所名も箱根登山バスと伊豆箱根バスで統一された。しかし、利用者から要望の多い「箱根フリーパス」と、伊豆箱根鉄道の周遊乗車券「箱根ワイドフリー」（当時）の統合についてはこの段階では見送られた。
2004年（平成16年）9月には堤義明から小田急に対して友好的な資本提携の提案があり、まず西武鉄道の株式260万株を小田急が購入した。しかし、その直後の同年10月に西武鉄道においていわゆる名義株問題が発覚し、その責任を取って堤は西武グループのすべての役職から辞任した。これによって、小田急は上場基準に達していない西武鉄道の株式を購入したことになるため、小田急では株式購入代金の返還交渉を行い、2005年（平成17年）1月にコクドから小田急に対して全額が返金された。しかし、一方の小田急でも西武の名義株問題を受けて調査した結果、上場基準への影響はないものの、グループ内に名義株問題があることが判明した。さらに、小田急は西武との代金返還交渉に影響が出ることを恐れてすぐには公表せず、同年6月になってようやく公表し、利光は小田急の会長職を引責辞任することになった。
歴史的とも言われた業務提携の発表から2年弱で両社のトップが辞任する事態となり、一連の騒動から両社間にしこりが残ってしまった可能性も指摘され、フリーパスの統合についても先行きが不透明な状況と見られていた。しかし、その後も提携の打ち切りには至らず、2009年（平成11年）には小田急電鉄、箱根登山鉄道、西武鉄道がスルッとKANSAI協議会と提携して資材の共同購入を開始し、2010年（平成22年）には箱根地区での路線バスにおいて両社共通の系統記号が設定されるようになった。また、小田急グループが行うイベント「箱根スイーツコレクション」には西武グループのプリンスホテルも参加している。
2007年3月18日よりサービスが開始されたICカード乗車券「PASMO」については、伊豆箱根鉄道、箱根登山鉄道ともにサービス開始当初からの事業者となったため、PASMOを利用することで両社のバスにも乗車することが可能になった。
一方、西武グループの「スカイラインコース」の一翼を担っていた駒ヶ岳ケーブルカーは、利用者減少により2005年（平成17年）9月1日に廃止された。これにより、小田原方面から箱根駒ヶ岳を越えるルートは途絶え、芦ノ湖方面からの駒ヶ岳ロープウェーのみが残される形となった（2016年〈平成28年〉よりプリンスホテルに移管）。

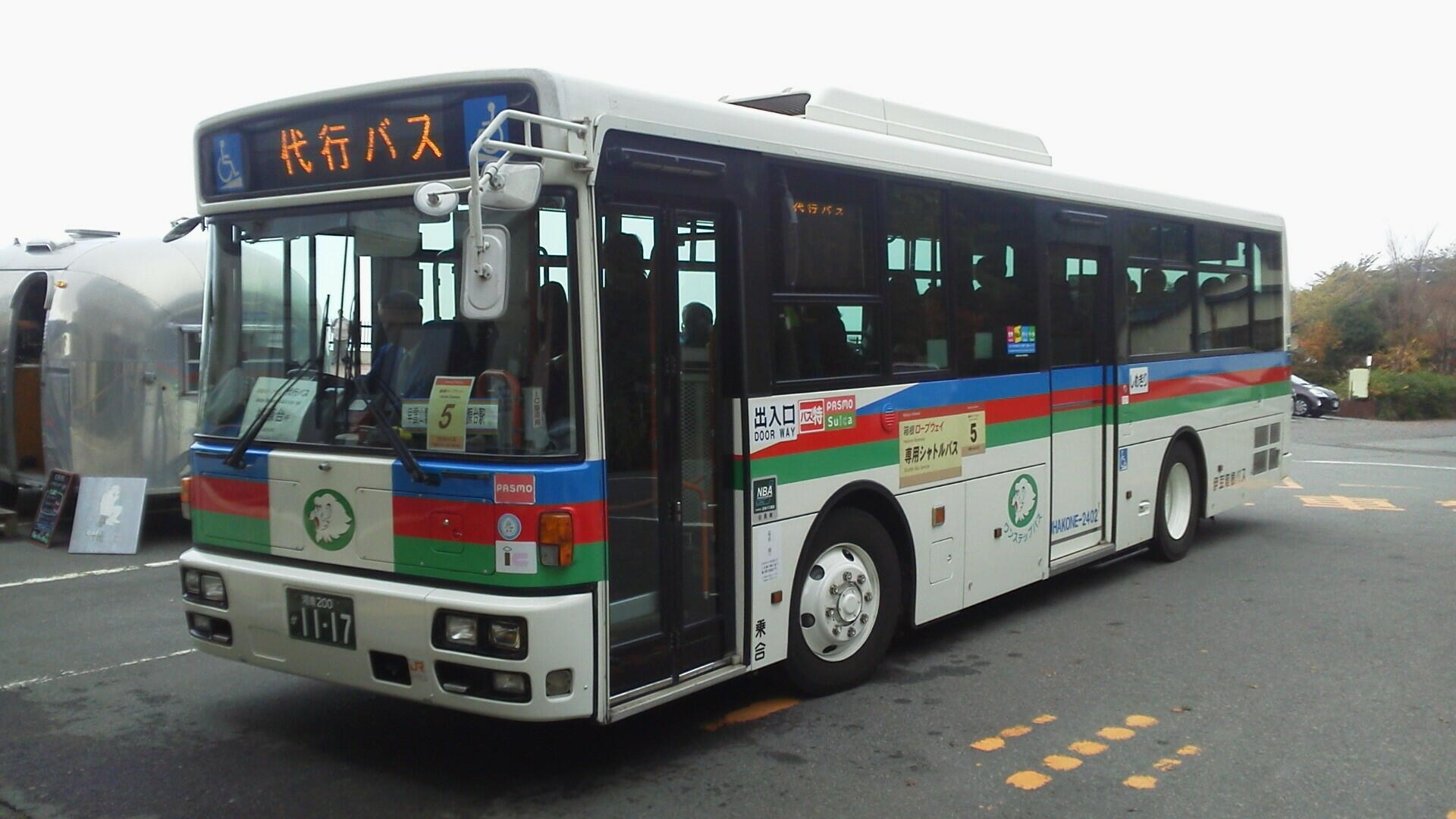
早雲山駅を出発する伊豆箱根バスによる箱根ロープウェイ代替バス

2015年（平成27年）5月6日より箱根山が噴火警戒レベル2（火口周辺規制）に指定され、大涌谷付近に避難指示が発令されたことを受け、規制区域内を通過する箱根ロープウェイに対して運行禁止措置が発令された。これを受けて、立入禁止区域内にある大涌谷駅を除き、伊豆箱根バスによる代替バスが運行された。
この年は、6月27日に西武グループの「プリンスエクスプレス箱根芦ノ湖」、10月1日に小田急箱根高速バス・ジェイアールバス関東の共同運行による東京駅八重洲南口（現・東京駅高速バスターミナル） - 箱根桃源台線など、箱根方面への新たな高速バスが立て続けに開業した年でもあった。
2019年（令和元年）の令和元年東日本台風（台風19号）による箱根登山鉄道の不通に伴う代行輸送でも、箱根登山バス・伊豆箱根バス・富士急湘南バス（富士急行）の3社による共同運行体制がとられた。突発的な自然災害が影響し、図らずも西武グループの車両に小田急グループのフリーパスで乗車出来る形となった。ただし、同区間を並走する伊豆箱根バスの定期便は従来通りの扱いであった。
| （西武側）伊豆箱根バスラブライブ仕様  |  | （小田急側）東海バスラブライブ仕様  |
| （西武側）伊豆箱根バス ラブライブ仕様 |  | （小田急側）東海バス ラブライブ仕様 |

これらの展開は箱根のみならず、箱根山を越えて伊豆半島や三島・沼津地区にも及んでいる。西武グループの伊豆箱根鉄道が運営する静岡県沼津市のレジャー施設「伊豆・三津シーパラダイス」には、施設入口の伊豆箱根バスの停留所の他に、小田急グループ傘下の東海バスが、同施設立体駐車場前の県道沿いに停留所を設置している。また、東海バス往復乗車券と同施設の入場券がセットになったパック商品も販売されている。

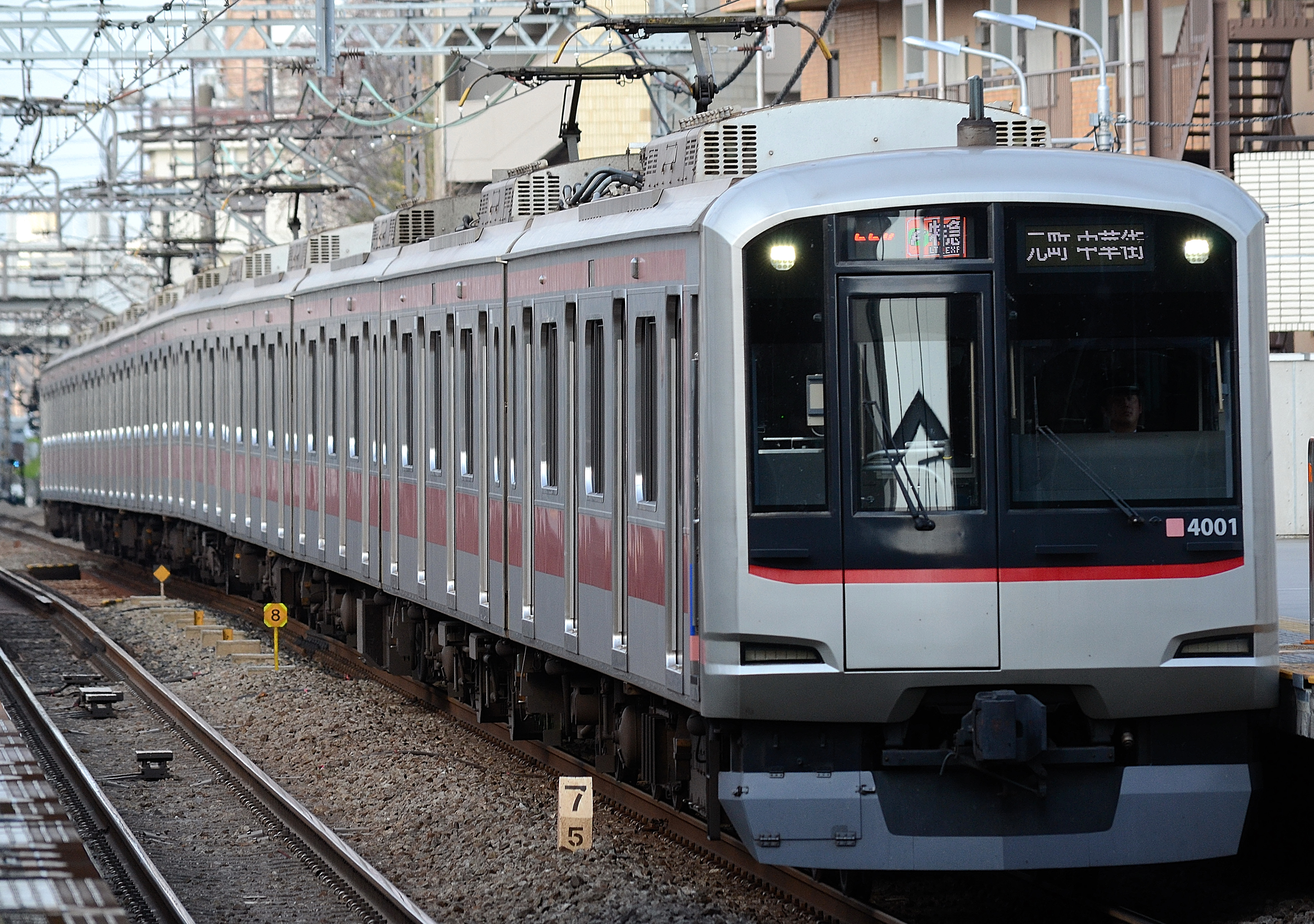
西武と東急が関与するFライナー
（特急 元町・中華街行）

これに関連して、2016年（平成28年）に同施設を含む沼津市・内浦地区を舞台としたテレビアニメ作品『ラブライブ!サンシャイン!!』の放映が開始されると、伊豆箱根バス・東海バスがコラボレーション企画に参加。それぞれラッピングバスを各社複数台制作して内浦地区の路線で運行している。また、伊豆半島でのサイクリング客を取り込むべく、2018年（平成30年）には伊豆箱根鉄道・東海バスの他に、「伊豆戦争」の名で西武と抗争していた東急グループの伊豆急行を加え、沿線のサイクリングコースや観光名所などを紹介する動画を、西武（伊豆箱根）・小田急（東海バス）・東急（伊豆急行）の3社共同で制作、配信している。
一方、2020年代より伊豆箱根鉄道は箱根地区における事業を縮小しており、2021年（令和3年）12月には十国峠ケーブルカー、2022年（令和4年）12月には芦ノ湖遊覧船の運営を子会社に切り離し、いずれも翌年に富士急グループへ売却している。
また小田急グループ側でも再編が進められ、2022年4月には箱根ロープウエイが箱根登山鉄道に吸収合併。さらに2024年（令和6年）4月には箱根登山鉄道・小田急箱根ホールディングス・箱根観光船・箱根施設開発の4社が合併し、小田急箱根に社名変更した。
2023年に公表された「サステナ車両」計画においては、小田急電鉄で活躍していた8000形電車と東急電鉄で活躍していた9000系電車・9020系電車を購入、小田急車は先行して2025年5月に西武での運行を開始する。

## 創作物

### 連載小説
- 『箱根山』（1961年）

この紛争を題材にした小説が、獅子文六によって朝日新聞で1961年に計203回にわたって連載。内容は箱根を舞台に「西郊」「南急」「北条」の3つの観光会社の抗争と老舗旅館「玉屋」「若松屋」の争いを描いており、この箱根山戦争を風刺していると話題になり、電鉄会社と観光開発における縄張り意識を広く知らしめたこの小説の功績は大きいとされ、五島と堤が事業面でライバル関係にあることが広く社会の知るところとなった。

### 映画
- 『箱根山』（1962年9月15日公開）

1962年に井手俊郎・川島雄三脚本、川島雄三監督により東宝作品として前述の小説作品を基に映画化された。主演は加山雄三、星由里子。